# Trapelus schmitzi
Trapelus schmitzi es una especie de reptil escamoso del género Trapelus, familia Agamidae. Fue descrita científicamente por Wagner & Böhme en 2006.
Habita en Chad, Argelia y Sudán (Jumhūriyyat).